# Établissement public d'aménagement de la Plaine de France
L'établissement public d'aménagement de la Plaine de France était un établissement public d'aménagement français, situé à la fois sur le département de la Seine-Saint-Denis et sur celui du Val-d'Oise, au sein de la région Île-de-France.

## Communes membres
L'EPA rassemblait 40 communes : 
- 17 en Seine-Saint-Denis: Aubervilliers, Aulnay-sous-Bois, Drancy, Dugny, Épinay-sur-Seine, L'Île-Saint-Denis, La Courneuve, Le Blanc-Mesnil, Le Bourget, Pierrefitte-sur-Seine, Saint-Denis, Saint-Ouen, Sevran, Stains, Tremblay-en-France, Villepinte et de Villetaneuse.
- 23 dans le Val-d'Oise: Arnouville-lès-Gonesse, Bonneuil-en-France, Chennevières-lès-Louvres, Ecouen, Epiais-les-Louvres, Fontenay-en-Parisis, Fosses, Garges-lès-Gonesse, Gonesse, Goussainville, Le Thillay, Louvres, Marly-la-Ville, Montmagny, Puiseux-en-France, Roissy-en-France, Sarcelles, Saint-Witz, Survilliers, Vaudherland, Vémars, Villeron, Villiers-le-Bel.

Depuis le 1er janvier 2016, les communes situées en Seine-Saint-Denis sont intégrées à la métropole du Grand Paris et constituent les EPT 6 "Plaine commune" et 7 "Terres d'envol" (regroupant les anciennes communautés d'agglomération de l'Aéroport du Bourget et Terres de France ainsi que les communes de Le Blanc-Mesnil et Aulnay-sous-Bois). La nouvelle communauté d'agglomération Roissy Pays de France est créée dans le même temps, regroupant les communes des communautés d'agglomération Roissy Porte de France et Val de France et 17 communes de Seine-et-Marne proches de l'aéroport de Paris-CDG (Claye-Souilly, Compans, Dammartin-en-Goële, Gressy, Juilly, Le Mesnil-Amelot, Longperrier, Mauregard, Mitry-Mory, Moussy-le-Neuf, Moussy-le-Vieux, Othis, Rouvres, Saint-Mard, Thieux, Villeneuve-sous-Dammartin et Villeparisis). La communauté d'agglomération Plaine Vallée succède à la communauté d'agglomération de la Vallée de Montmorency.

## Histoire
L'établissement public d'aménagement de la Plaine de France a été créé par décret le 8 avril 2002, pour 15 ans, pour intervenir sur un territoire de 30 communes. Le décret du 10 mai 2007 a élargi son périmètre d'action à 10 communes de la communauté de communes Roissy Porte de France non incluses dans le premier décret. Il a élaboré avec l'ensemble des collectivités territoriales du territoire une "Document Stratégique de référence", approuvé à l'unanimité par le CA du 12 décembre 2005. Celui-ci fixe les grandes orientations à mettre en œuvre sur ce territoire. En accord avec les collectivités concernées, il pilote une douzaine d'opérations d'aménagement.
Un décret du 27 décembre 2016 prévoit la dissolution au 1er janvier 2017 de l'EPA Plaine de France et le transfert de ses droits et obligations à Grand Paris Aménagement (ex AFTRP). Toutes les opérations et projets seront poursuivis par Grand Paris Aménagement.

## Fonctionnement

### Siège
Le siège de l'établissement se situait à la Plaine Saint-Denis, 1 place aux Etoiles (Saint-Denis), sur le parvis de la gare RER D Stade de France-Saint-Denis.

### Les élus
Le dernier président de l'EPA Plaine de France était Jérôme Chartier, 1er Vice Président de la Région Ile de France, qui avait succédé à Jean-Paul Huchon, président du Conseil régional d'Île-de-France.

### Le Conseil d'administration
Le Conseil d'administration était composé de 32 membres représentant l'État (8 membres), la Région (8 membres) et les collectivités locales : Conseils Généraux, intercommunalités et communes (16 membres).
Le conseil d'administration était l'organe de décision du projet de territoire. Il se réunissait 3 fois par an au minimum. Il devait notamment approuver toutes les décisions budgétaires ou d'interventions de l'EPA Plaine de France.

### Les compétences de Plaine de France
L’EPA Plaine de France était chargé, sur son territoire d'intervention, de procéder à toute opération destinée à favoriser l'aménagement, la restructuration urbaine et le développement économique et social. 
Dans le respect des compétences des collectivités territoriales ainsi que des autres aménageurs du territoire (SEM, GPA…), et selon les termes des conventions qui pouvaient être passées avec ceux-ci (en application de l'article R. 321-20 du code de l'urbanisme), l’EPA Plaine de France était notamment habilité à :
- réaliser les études nécessaires aux projets du territoire entrant dans le cadre des missions de l'établissement et coordonner ces projets ;
- s'assurer de l'équilibre du financement de ces projets et, le cas échéant, y participer financièrement sous la forme de subventions aux maîtres d'ouvrage concernés ;
- réaliser des opérations, des équipements et des actions concourant à l'aménagement (au sens de l'article L. 300-1 du code de l'urbanisme) pour son compte ou pour celui de l'État, de ses établissements publics ou des collectivités territoriales et de leurs groupements, conformément à des conventions passées avec eux.

À cet effet, l'EPA Plaine de France était habilité notamment à :
- acquérir, au besoin par voie d'expropriation, des immeubles bâtis ou non bâtis ;
- céder des immeubles acquis par voie d'expropriation (conformément aux dispositions de l'article L. 21-1 du code de l'expropriation pour cause d'utilité publique) ;
- exercer le droit de préemption (dans les conditions prévues par les articles L. 212-1 et suivants du code de l'urbanisme).

Il pouvait, à l'intérieur du même territoire, être chargé par l'État, par une collectivité territoriale ou par un établissement public d'acquérir des immeubles bâtis ou non bâtis et d'exercer leur droit de préemption.